# Sövestadstenen 1
Sövestadstenen 1 är en bildsten i granit (DR 290), funnen 1756 i en sandbank vid Krageholms slott. Bilden på stenen har traditionellt tolkats att föreställa en kristen präst eller biskop. I så fall är det då en av de första avbildningarna i Norden av en präst. Det finns dock även teorier om att bilden kan föreställa en av Kievrusernas första ledare, som hade nordiska släktband. Stenen står idag i Krageholms slottsträdgård.